# Oakton (Virginia)
Oakton es un lugar designado por el censo en el  condado de Fairfax, Virginia  (Estados Unidos). Según el censo de 2010 tenía una población de 34.166 habitantes.

## Demografía
Según el censo del 2000, Oakton tenía 29.348 habitantes, 11.118 viviendas, y 7.649 familias. La densidad de población era de 1.168,2 habitantes por km².
De las 11.118 viviendas en un 32,7%  vivían niños de menos de 18 años, en un 57,8%  vivían parejas casadas, en un 7,9% mujeres solteras, y en un 31,2% no eran unidades familiares. En el 21,7% de las viviendas  vivían personas solas el 3,8% de las cuales correspondía a personas de 65 años o más que vivían solas. El número medio de personas viviendo en cada vivienda era de 2,63 y el número medio de personas que vivían en cada familia era de 3,08.
Por edades la población se repartía de la siguiente manera: un 23,3% tenía menos de 18 años, un 7,7% entre 18 y 24, un 34,9% entre 25 y 44, un 26,6% de 45 a 60 y un 7,5% 65 años o más.
La edad media era de 36 años.  Por cada 100 mujeres de 18 o más años  había 95 hombres.
La renta media por vivienda era de 87.898$ y la renta media por familia de 104.385$. Los hombres tenían una renta media de 62.434$ mientras que las mujeres 48.096$. La renta per cápita de la población era de 43.297$. En torno al 3,6% de las familias y el 4,9% de la población estaban por debajo del umbral de pobreza.

## Localidades adyacentes
El siguiente diagrama muestra a las localidades más próximas a Oakton.